# Lukas Klapfer
Lukas Klapfer (Eisenerz, 25 december 1985) is een Oostenrijkse noordse combinatieskiër. Hij vertegenwoordigde zijn vaderland op de Olympische Winterspelen 2014 in Sotsji en op de Olympische Winterspelen 2018 in Pyeongchang.

## Carrière
Bij zijn wereldbekerdebuut, in januari 2005 in Sapporo, scoorde Klapfer direct wereldbekerpunten. In januari 2008 eindigde hij in Seefeld voor de eerste maal in zijn carrière in de top tien van een wereldbekerwedstrijd. In februari 2009 stond Klapfer voor het eerst in zijn loopbaan op het podium van een wereldbekerwedstrijd.
Op de wereldkampioenschappen noordse combinatie 2013 in Val di Fiemme eindigde hij samen met Wilhelm Denifl, Bernhard Gruber en Mario Stecher als vijfde in de landenwedstrijd. Tijdens de Olympische Winterspelen van 2014 in Sotsji eindigde Klapfer als twaalfde op de gundersen normale schans en als vijftiende op de gundersen grote schans, samen met Christoph Bieler, Bernhard Gruber en Mario Stecher veroverde hij de bronzen medaille in de landenwedstrijd. 
Op 4 januari 2015 boekte de Oostenrijker in Schonach zijn eerste wereldbekerzege. In Falun nam hij deel aan de wereldkampioenschappen noordse combinatie 2015. Op dit toernooi eindigde hij als vijftiende op de gundersen normale schans en als 21e op de gundersen grote schans. In de landenwedstrijd eindigde hij samen met Philipp Orter, Bernhard Gruber en Sepp Schneider op de vijfde plaats. Tijdens de Olympische Winterspelen van 2018 in Pyeongchang veroverde Klapfer de bronzen medaille op gundersen normale schans en eindigde hij als negende op de gundersen grote schans. Samen met Wilhelm Denifl, Bernhard Gruber en Mario Seidl sleepte hij de bronzen medaille in de wacht in de landenwedstrijd.
Op de wereldkampioenschappen noordse combinatie 2019 in Seefeld eindigde de Oostenrijker als 31e op de gundersen grote schans. In de landenwedstrijd legde hij samen met Bernhard Gruber, Mario Seidl en Franz-Josef Rehrl beslag op de bronzen medaille.

## Resultaten

### Olympische Spelen
| Jaar | Plaats      | Resultaten                                 |
| ---- | ----------- | ------------------------------------------ |
| 2014 | Sotsji      | 12e Gundersen NH · 15e Gundersen LH · Team |
| 2018 | Pyeongchang | Gundersen NH · 9e Gundersen LH · Team      |

### Wereldkampioenschappen
| Jaar | Plaats        | Resultaten                                |
| ---- | ------------- | ----------------------------------------- |
| 2013 | Val di Fiemme | 5e Team                                   |
| 2015 | Falun         | 15e Gundersen NH 21e Gundersen LH 5e Team |
| 2019 | Seefeld       | 31e Gundersen NH · Team                   |

### Wereldbeker
Eindklasseringen
| Seizoen   | Plaats |
| --------- | ------ |
| 2004/2005 | 49e    |
| 2006/2007 | 29e    |
| 2007/2008 | 29e    |
| 2008/2009 | 14e    |
| 2009/2010 | 36e    |
| 2010/2011 | 29e    |
| 2011/2012 | 45e    |
| 2012/2013 | 34e    |
| 2013/2014 | 13e    |
| 2014/2015 | 10e    |
| 2015/2016 | 9e     |
| 2016/2017 | 28e    |
| 2017/2018 | 14e    |
| 2018/2019 | 18e    |
| 2019/2020 | 15e    |

Wereldbekerzeges
| Datum          | Plaats   | Onderdeel    |
| -------------- | -------- | ------------ |
| 4 januari 2015 | Schonach | Gundersen NH |